# Klassenkeile
Klassenkeile (mit Untertitel Pauker werden ist nicht schwer, Schüler sein dagegen sehr) ist eine deutsche Filmkomödie, die Anfang 1969 unter der Regie von Franz Josef Gottlieb in West-Berlin gedreht wurde. Der Produzent Horst Wendlandt versuchte mit diesem Film am Erfolg der Filmreihe Die Lümmel von der ersten Bank teilzuhaben. Der Massenstart in den bundesdeutschen Kinos und die Premiere im Berliner Gloria-Palast fanden am 28. März 1969 statt. Der Film mit Uschi Glas und Walter Giller in den Hauptrollen wurde von rund 2,5 Millionen Kinogängern besucht.

## Handlung

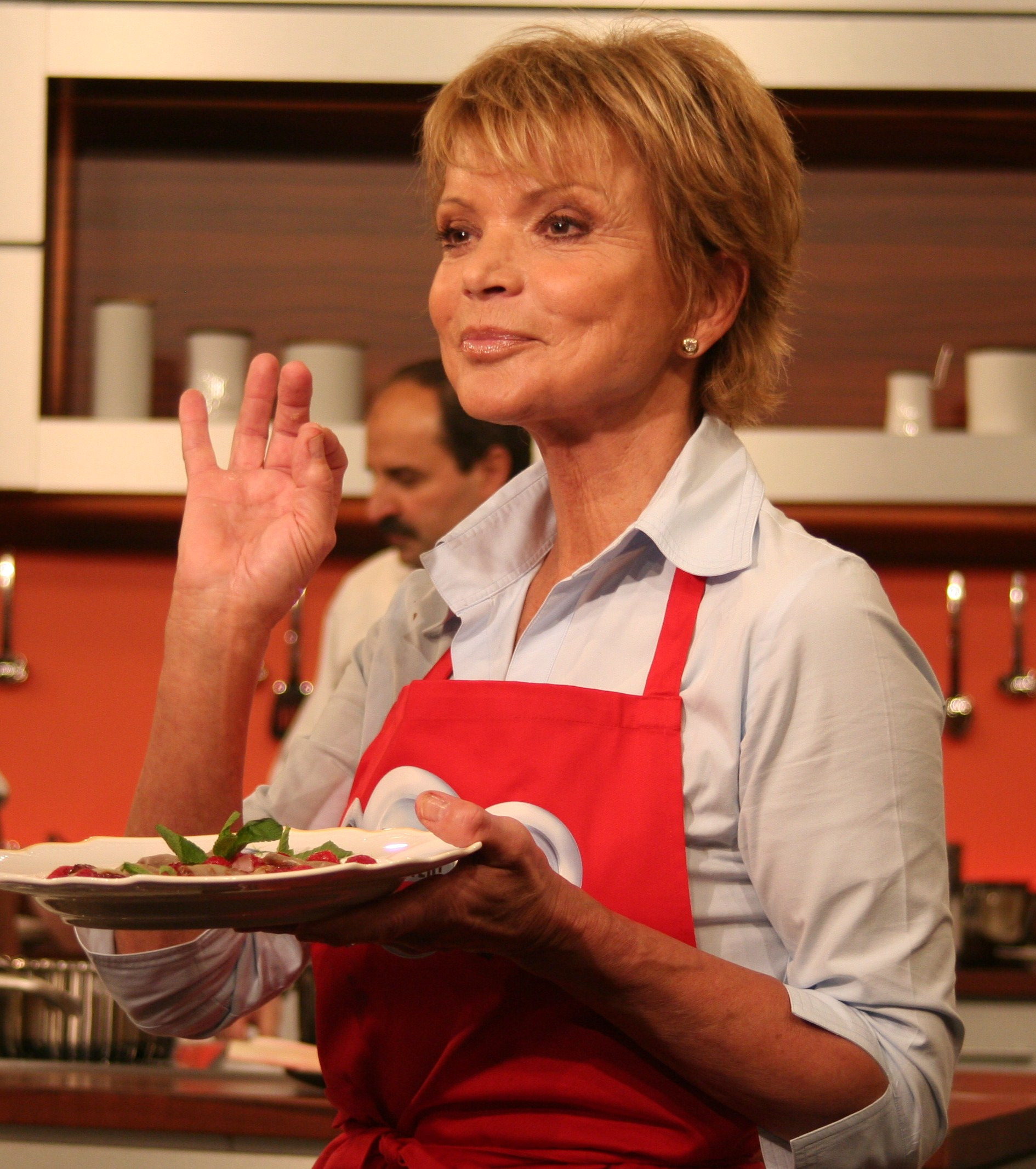
Uschi Glas, hier eine Aufnahme von 2010, spielte Katja Hutten.

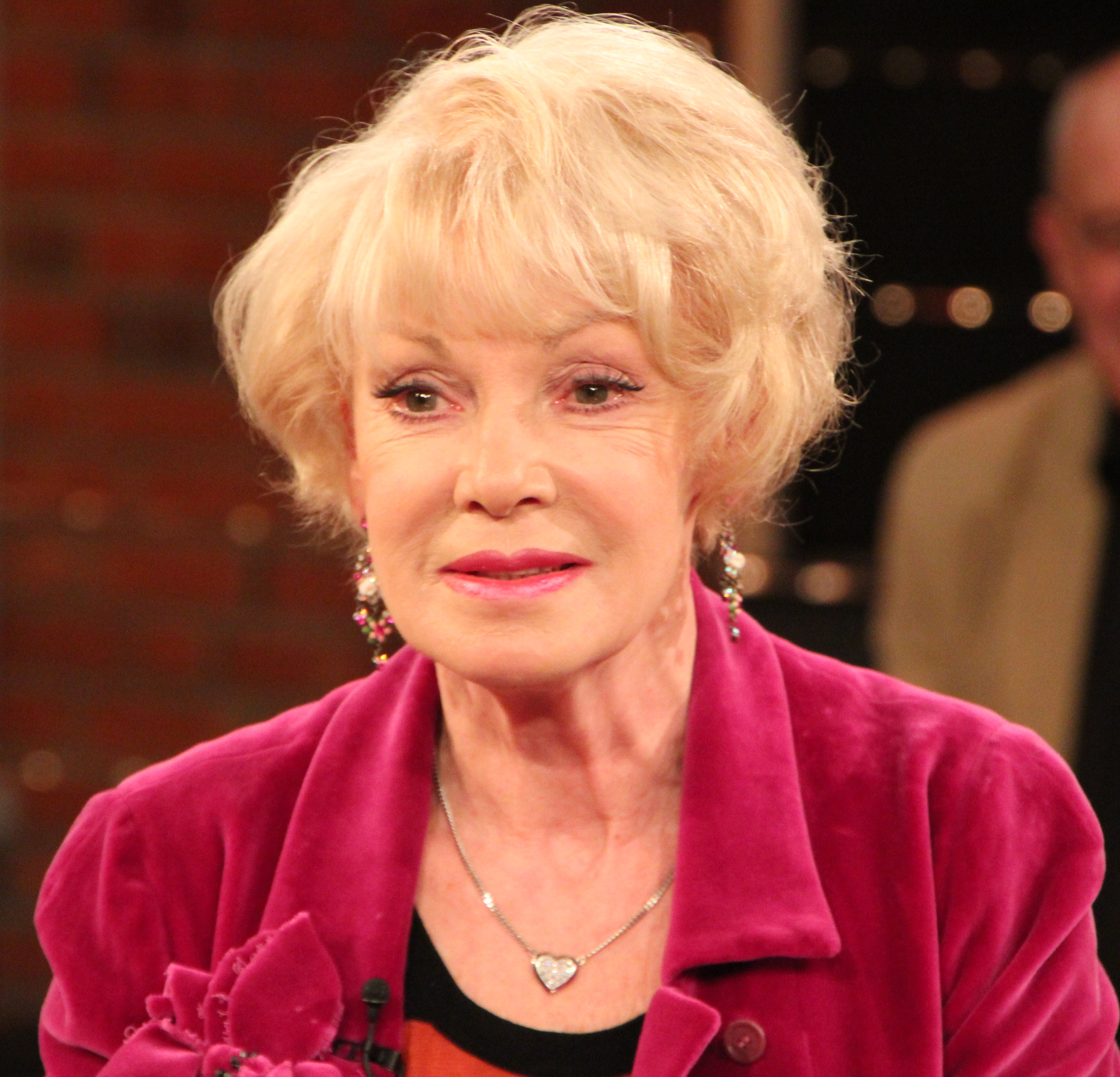
Anita Kupsch, hier eine Aufnahme von 2011, spielte Manuela Schulz.

Manuela Schulz hat es endlich geschafft: Wegen notorischen Nichtwissens und permanenten Schülerstreichen wird sie von der Schule geworfen und plant, nun endlich ihre große Liebe Peter Keuthmann zu heiraten. Der jedoch ist nur Gemüsehändler und für Manuelas Vater daher nicht gut genug für seine Tochter. Auch Manuelas beste Freundin Katja Hutten ist wenig von ihrem Rauswurf begeistert, schreibt die junge Journalistin doch gerade einen Artikel über die Schule, wie sie wirklich ist. Manuela konnte ihr immer aktuelle Informationen liefern. Sie überzeugt also Manuelas Vater Willy, seine Tochter auf dem Hebbel-Gymnasium anzumelden. Die Lehrer dort sind wenig begeistert, eine Sechser-Schülerin aufnehmen zu müssen, doch setzt sich der junge und moderne Lehrer Dr. Wagner für die ihm unbekannte Schülerin ein. Manuela jedoch liefert kurzerhand alles Schulmaterial bei Katja ab – wenn sie schon eine Schulstory haben will, soll sie ihren Platz in der Klasse einnehmen. Nach kurzem Zögern willigt Katja ein.
Sie besucht nun als Manuela Schulz die 13. Klasse des Hebbel-Gymnasiums. Schnell stellen ihre Mitschüler klar, dass alle Lehrer reingelegt werden dürfen, außer Klassenlehrer Dr. Wagner. Der ist wegen seiner modernen Erziehungs- und Lehrmethoden allen anderen Lehrern suspekt, hält aber zu seinen Schülern. Katja hält sich daran, und so fallen nach und nach alle anderen Lehrer Streichen zum Opfer: Eine Lehrerin wird mit weißen Mäusen bestückt, ein Lehrer mit Wasser übergossen, und der Chemie-Lehrer, der alle Schüler ein Destillat kosten lässt, aus dem jeglicher Alkohol entzogen wurde, sieht plötzlich alle Schüler schwer lallend vor sich.
Bei einem Diskobesuch, bei dem Katja mit ihrem Chef den neuesten Schulartikel bespricht, erscheint zufällig Dr. Wagner mit seiner Nichte. Katja und er tanzen miteinander, und Katja, die testen will, ob Wagners Nichte eifersüchtig ist, küsst ihn kurz. Der Pressefotograf lichtet diesen Kuss prompt ab, und wenig später hat das Lehrerkollegium die Abzüge auf dem Tisch. Gegen Dr. Wagner wird ein Disziplinarverfahren eingeleitet, und Katja erhält zur Strafe Klassenkeile von ihren Mitschülern.
Dr. Wagner will Katja – in seinen Augen Manuela Schulz – wegen der Bilder zur Rede stellen und besucht Willy Schulz in seinem Laden. Der ruft seine Tochter, und die wahre Manuela erscheint. Bald fliegt der Schwindel auf, und Manuela rettet sich zu Peter, mit dem sie einen Plan entwickelt, der den beiden doch noch die Hochzeit ermöglichen soll. Sie kehrt nach einer Weile zu Willy zurück und erklärt, dass Peter mit ihr Schluss gemacht habe. Willy ist empört, dass Peter sie in einer so schwierigen Lebensphase allein lässt, und begibt sich zu Peter, um ihn zur Rede zu stellen. Als er erkennt, dass Peter nicht nur Händler, sondern Besitzer eines kleinen Gemüseimperiums ist, fleht er ihn am Ende an, Manuela doch zu heiraten, und beide haben ihr Ziel erreicht.
Katja ist unterdessen wieder als Journalistin tätig und schreibt einen Artikel über die Versuche der 13. Klasse, ihren suspendierten Klassenlehrer Dr. Wagner wiederzubekommen. Tatsächlich ist die Klasse in Streik getreten und weigert sich, ohne ihren Lehrer das Abitur abzulegen. Mehr noch: Katja kündigt in ihrem Artikel an, in der nächsten Folge alle Lehrer, denen sie Streiche gespielt hat, bloßzustellen. Am Ende ist es Dr. Wagner, der dies verhindert. Er sperrt Katja kurz vor Abgabeschluss des Artikels in ihrer Wohnung ein und setzt selbst einen Artikel auf, der vorgibt, alle Schulartikel der letzten Wochen seien bloß Erfindung gewesen. Mit einer Darstellung, wie schwer auch das Lehrerleben sei, rehabilitiert er seine Kollegen. Er und Katja werden ein Paar. So kommt es zum Happy End, zumal auch alle Schüler der 13. Klasse, bis auf Manuela Schulz, das Abitur geschafft haben. Dr. Wagner wiederum wird der neue Schulleiter und bekommt gleich einen Vorgeschmack auf die neue Aufgabe, als sein Vorgänger vor seiner Nase eine Rauchbombe zündet.

## Entstehungsgeschichte

### Vorgeschichte
Horst Wendlandts Rialto Film hatte im Auftrag des Constantin-Filmverleihs Ende 1968 mit Zum Teufel mit der Penne den zweiten Teil der Filmreihe Die Lümmel von der ersten Bank produziert. Der dritte Teil sollte wiederum von Franz Seitz hergestellt werden, dem Initiator und Drehbuchautor der Filmreihe. Weil die Fortsetzung der echten „Lümmel“-Serie erst im Frühsommer 1969 in die Kinos kommen sollte, produzierte Rialto Film im Auftrag des Constantin-Verleihs und in Zusammenarbeit mit dessen Tochterunternehmen Terra Filmkunst noch Anfang des Jahres die Schülerkomödie Klassenkeile.

### Vorproduktion und Drehbuch
Horst Wendlandt hatte den Filmtitel schon 1961 rechtlich schützen lassen. Nach einem Drehbuch des Komödien-Spezialisten Kurt Nachmann hatte man ursprünglich einen Caterina-Valente- und Peter-Alexander-Film geplant, der jedoch nicht realisiert wurde. Der Autor Paul Hengge und der Regisseur Franz Josef Gottlieb schufen nunmehr eine zeitgemäße Überarbeitung der alten Drehbuchvorlage. Der Film konnte mit einigen prominenten Darstellern aus den echten „Lümmel“-Filmen besetzt werden, darunter Uschi Glas, Rudolf Schündler, Inge Wolffberg, Hans Terofal und Willy Millowitsch. Daneben traten in dem Film auch namhafte, vorwiegend im damaligen West-Berlin tätige Film- und Theaterschauspieler wie Walter Giller, Anita Kupsch, Siegfried Schürenberg, Tilly Lauenstein oder Ewald Wenck auf. Für die Rolle des Direktors engagierte man den bekannten Kabarettisten Werner Finck.

### Dreharbeiten

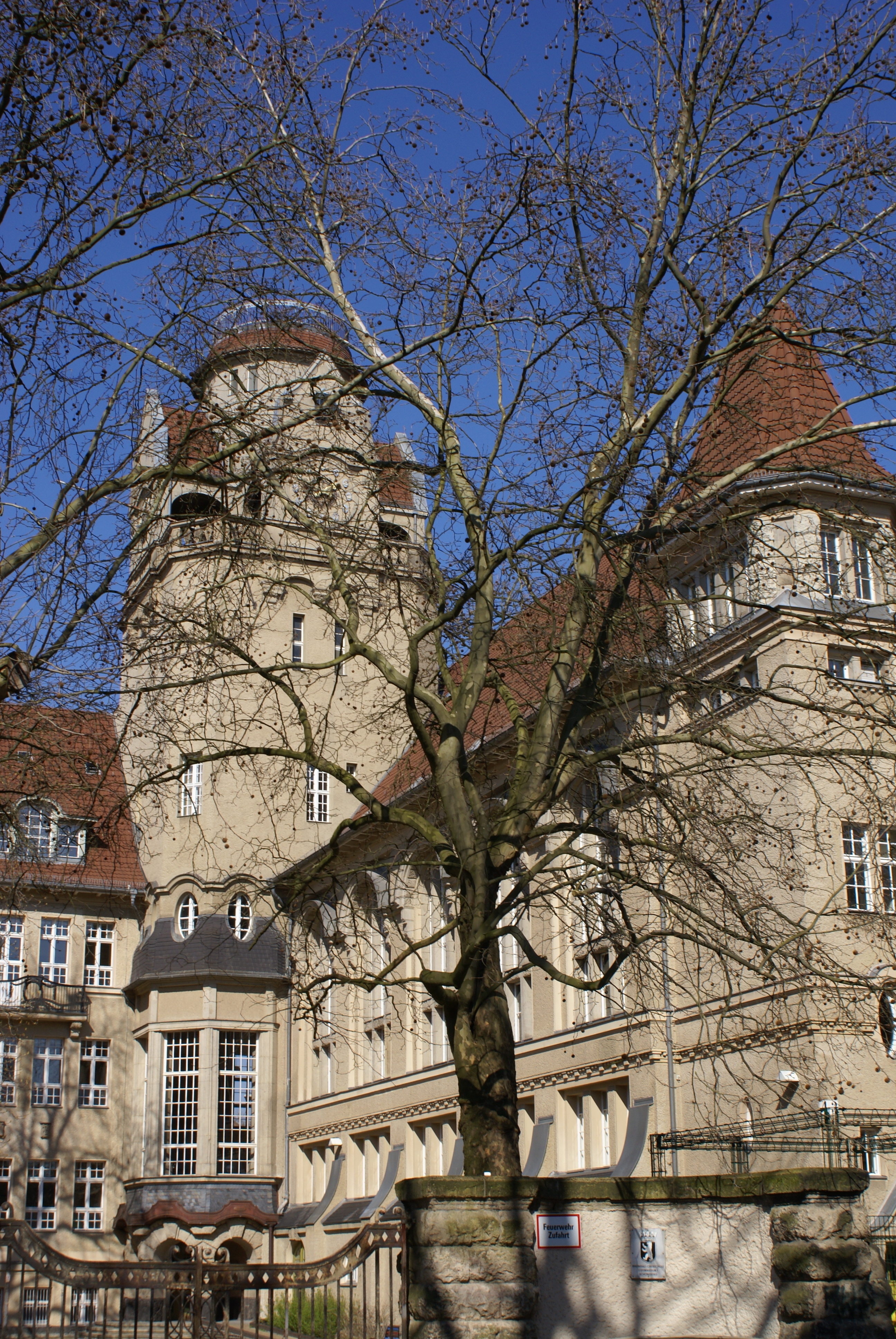
Die Rheingau-Oberschule in Berlin-Friedenau ist im Film als Hebbel-Gymnasium zu sehen.

Die Dreharbeiten fanden vom 29. Januar bis 1. März 1969 in den Studios der CCC-Film in Berlin-Haselhorst und im verschneiten West-Berlin statt. Als Kulisse für das fiktive Hebbel-Gymnasium diente die Rheingau-Oberschule in Berlin-Friedenau. Die Ausstattung stammte von Hans-Jürgen Kiebach und Rüdiger Schramm. Für die Kostüme war Ingrid Zoré verantwortlich.

### Filmmusik
Die originale Filmmusik stammt von Martin Böttcher unter Verwendung der Komposition A Banda von Chico Buarque. Drei der von Böttcher selbst komponierten Instrumental-Titel aus dem Film erschienen bisher auf CD:
1. Klassenkeile (Titelmusik, 1:52)
2. Go Go With Uschi (1:45)
3. In The City (2:07)

Außerdem hat im Film, gewissermaßen als Pendant zu Heintje in Zum Teufel mit der Penne, der niederländische Kinderstar Wilma einen Auftritt mit dem Schlager Ein Tag wie dieser Tag. Das Lied erschien seinerzeit beim Label Metronome, als B-Seite ihrer Single Zauberfee, sowie auf ihrem Album Meine kleine Herzensmelodie.

## Rezeption

### Freigabe, Erfolg
Die FSK gab den Film am 26. März 1969, zwei Tage vor dem Kinostart, ab 6 Jahren frei. Der mehr als zufriedenstellende Erfolg des Films ermutigte die Filmproduzenten und -verleiher, auch weiterhin „Penne“- und „Pauker“-Filme in die Filmtheater zu bringen. Horst Wendlandt produzierte 1970 mit der Neuverfilmung Die Feuerzangenbowle unter der Regie von Helmut Käutner erneut einen Film zum Thema Schule, wiederum mit Uschi Glas und Walter Giller in den Hauptrollen.

### Veröffentlichung, DVD
Der Film hatte in der Bundesrepublik Deutschland am 28. März 1969 Premiere. Zu sehen war er zudem in Belgien unter dem flämischen Titel De Lummels van d’eerste Bank sowie unter dem französischen Titel Les cancres des premiers bancs. Der englische Titel lautet Spanking at School.
- Uschi Glas Box (mit den Filmen Klassenkeile und Der Kerl liebt mich – und das soll ich glauben?). Universum Film. 2007[6]

### Kritik
Die Tageszeitung Die Rheinpfalz schrieb seinerzeit: „Uschi Glas, kürzlich mit dem ‚Bambi‘ ausgezeichnet, kann man wohl als die erfreulichste Erscheinung unseres jungen Filmnachwuchses bezeichnen …“ und im Mannheimer Morgen wurde auf ein Interview mit dem Regisseur F. J. Gottlieb verwiesen, der gesagt habe: „Das ist ein Film fürs Publikum zwischen 6 und 60. Auch die ältere Generation sieht solche Filme gern. Ich glaube, sie alle fühlen sich gern in die Schulzeit zurückversetzt und sie alle möchten irgendwie mal solche kleinen Gauner gewesen sein. Dann ist da natürlich das Bedürfnis des großen Publikums, lachen zu können. Man lacht in diesem Leben ja viel zu wenig …“

Dem konnte das Lexikon des internationalen Films in einer späteren Kritik nicht zustimmen und befand: 

„Wenig komische Mischung aus Liebesgeschichte und Schülerklamauk. Auch die satirischen Seitenhiebe auf Autoritätsprobleme an den Schulen bleiben stumpf.“

TV Spielfilm strafte den Film noch härter ab und schrieb: 

„Diese ‚Feuerzangenbowle‘ ist ungenießbar: Alle antreten zum Abholen der Klassenkeile.“

Auch TV Todays Urteil ging in dieselbe Richtung mit dem Fazit: „Humoristisch ungenügend: durchgefallen!“ und der Anmerkung: 

„Uschi Glas ist nicht Heinz Rühmann. Allen Zweiflern, die diese Aussage auf ihren Wahrheitsgehalt hin überprüfen wollen, sei diese (allerdings fade) Version der ‚Feuerzangenbowle‘ empfohlen.“

TV Movie schloss sich der Negativkritik mit den Worten an: 

„Öder Sixties-Humor“